# Kuta Buara
Kuta Buara is een bestuurslaag in het regentschap Karo van de provincie Noord-Sumatra, Indonesië. Kuta Buara telt 249 inwoners (volkstelling 2010).